# 村上頼勝
村上 頼勝（むらかみ よりかつ）は、安土桃山時代から江戸時代初期にかけての武将、大名。越後村上藩初代藩主。

## 人物比定及び出自について
諱は頼勝、あるいは義明（よしあき / よしあきら）。通称は初め政之助、のち次郎右衛門尉、周防守を用いた。発給文書などから確実な諱は頼勝で、『東武実録』他の江戸中期以降の諸書には義明とあるものの、その典拠は不明。
村上藩村上氏の当主については、頼勝とその養嗣子忠勝の二代がともに周防守を称したためか両者の事績が混同され、義明一代であったかのように記述されることが多かった。比較的成立の早い『東武実録』（1684年）では元和4年（1618年）に改易されたのは二代目の村上周防守で先代周防守の養子とするが、『藩翰譜』（1702年）は「この家が一代であるか二代であるか覚束ない」とし、さらに下った『断家譜』（1809年）は元和4年に改易されたのを義明としている。現代に至っても、高柳光寿・松平年一共著『戦国人名辞典』（1962年）などの公刊書が頼勝と忠勝を同一人として扱う。
しかしながら、元和2年（1616年）頃と目される村上藩家老村上吉兵衛の羽黒神社宛書状によれば忠勝の母は当時健在であって、頼勝の母が天正13年（1585年）頃にはすでに死去していたと推定されること（後述）から、頼勝と忠勝は別人とせざるを得ない。慶長17年（1612年）以降の発給文書は全て「村上周防守忠勝」によるものであり、頼勝の名はない。横山貞裕は、頼勝が忠勝に改名し花押まで更改したとは、当時他に例がない以上認め難いとする。
頼勝は信濃村上氏に出自するものとされるが、その系譜は判然としない。『断家譜』では村上義清女と戸田武蔵守（勝成、重政）の子であり、外祖父である義清の養子に入ったものとする。『系図纂要』や『藩翰譜』では義清の長男である村上常陸介義利の子（つまり義清の孫）とされる。『藩翰譜』は義清の子であることを疑う一方で、伊予村上氏の村上二郎の後胤ではないかとも推測している。頼勝は次郎右衛門尉を称し「丸に上の字」の家紋を用いているが、これらを伊予村上氏と結びつけたものか。
横山は、諸書が村上藩主の村上周防守を一代であると解したために、その先代の村上周防守を村上義清に当てはめたものと推測している。『断家譜』は、頼勝と忠勝の外孫関係を誤って義清と義明の外孫関係としてしまったのであろう。

## 生涯

### 丹羽長秀に仕える
初名を政之助といい、信濃村上氏が没落した後、12歳のとき丹羽長秀の客分に招かれて供奉し、初陣で武勇を示したので寵愛されたと丹羽氏の家伝史料にある。
天正3年（1575年）3月、織田信長が公家・門跡領へ徳政令を発布し、丹羽長秀は代官としてその施行にあたった。「青蓮院文書」には、この際に対応した長秀の吏僚の一人として村上小六郎の名が見える。
天正6年（1578年）4月17日、別所重宗にあて、ともに長秀の家臣である長束承（新三郎）と村上頼家（二郎右衛門尉）が連名で書状を送っている。頼家の花押は頼勝のそれと酷似しており、同一人物と見られる。
天正10年（1582年）頃、長秀は近江海津城（知内浜城）を修復し、頼勝に守らせた。この地域はもと津田信澄の所領であり、本能寺の変以降長秀の支配するところとなっていた。

### 小松城主
天正11年（1583年）、賤ヶ岳の戦いで羽柴秀吉に助勢した長秀は、戦後越前・若狭・加賀南半国（能美郡・江沼郡）を与えられた。これに伴い、能美郡の小松城には頼勝、江沼郡の大聖寺城には溝口秀勝が入った。
なお、これに先立つ天正8年（1580年）に小松城へ入ったとする説もあるが、当時の小松城主は柴田勝家の家臣である徳山則秀（五兵衛）の可能性があり、疑わしい。従来は『越登賀三州志』の記述により、天正8年、小松城に頼勝、松任城に則秀が入ったものと考えられてきた。しかし、天正11年4月27日付前田利家書状と『川角太閤記』によれば、賤ヶ岳の戦い直後の同年4月25日、則秀が利家に降伏し小松城を明け渡している。
天正12年（1584年）、越中の佐々成政が前田利家方の能登末森城を攻撃した（末森城の戦い）。これを受け、長秀は利家への援兵として与力の頼勝・秀勝を送り、加賀金沢城を守り一揆に備えさせた。
天正13年（1585年）4月16日に長秀が死去すると、同年8月頃、長秀の子丹羽長重は若年のため、家中不和を理由に越前・加賀を没収のうえ若狭一国へ減封された。頼勝・秀勝は、長重に替わって越前北ノ庄城へ入部した堀秀政の与力大名と位置付けられた。同年閏8月13日、加賀国能美郡に6万6000石を与えられたが、これは長秀時代の知行高から変更はなかったようである。同年2月、小松の本蓮寺に与えた寺領寄進状には「次郎右衛門尉頼勝」とあり、天正16年（1588年）7月5日付の秀吉朱印状には「村上周防守」とあるので、周防守の受領名を用いだしたのはこの頃と思われる。
天正15年（1587年）の九州の役では、頼勝は1000名の軍役を負い、秀政・秀勝とともに出陣。天正16年4月の聚楽第行幸に供奉し、天正17年（1589年）に着工した方広寺大仏殿（京の大仏）の普請には2000名の動員を命ぜられている。天正18年（1590年）の小田原の役にも出陣したが、同年5月27日、秀政が陣中で死去したため、急遽堀秀治がこれを継いだ。同年11月4日、秀治は父の遺領を安堵され、頼勝・秀勝も変わらずその与力となった。
天正19年（1591年）9月、能美郡長田村を検地。これは太閤検地の一環として行われたものの、その原則に徹し切れておらず、在地掌握が未だ不十分であったことを窺わせる。
文禄元年（1592年）、文禄の役（第一次朝鮮出兵）では、頼勝は2300名の軍役を負い、北陸の諸大名とともに肥前名護屋城に在陣した。また、伏見城と大和多門城の普請を分担した。伏見城の築城は数度に渡り行われたが、文禄元年の第一次築城の際は、四国・中国・九州の大名が朝鮮に在陣していたため東海・北国の諸大名が普請を分担し、文禄3年（1594年）の改築に際しては、奥羽を除く全国の諸大名に人夫の動員が命ぜられた。

### 村上藩初代藩主
慶長3年（1598年）1月、陸奥国会津若松城主の蒲生秀行が家中の抗争を理由に下野宇都宮城への減封を命ぜられ、玉突きで大規模な移封が生じた。同年4月、秀治の越後移封に伴い、頼勝も小松城から越後本庄城（のち村上城と改める）9万石に加増移封された。8月の秀吉の死で遺物左文字の刀を受領。
慶長5年（1600年）、関ヶ原の戦いでは越後に在国。堀秀治と同じ東軍に与して、国内で起こった西軍方の上杉旧臣による上杉遺民一揆の鎮定に努め、戦後は徳川家康から所領を安堵された。
頼勝には男子がなく、はじめ堀秀政の三男を養子として貰い受けたが早世したため、娘婿戸田内記の子の忠勝を養子にした。また、別の娘は権大納言烏丸光広の側室となって、光賢を産んでいる。
大徳寺大慈院の過去帳によれば慶長9年（1604年）5月28日に没した。法名は大慈院過去帳によれば「蓬雲院殿玉翁紹燦大禅定門」、『鶴牛山下録』によれば「法雲寺殿玉翁紹燦大居士」あるいは「照雲院玉翁浄珊大居士」。墓は大慈院に残る他、『鶴牛山下録』には耕雲寺（村上市）とあるもののこちらは現存しない。没年月日については慶長年間から元和年間にかけて諸説あるが、元和2年には「村上周防守忠勝」が知行宛行状を発給するので、この頃までに頼勝は死去または引退し忠勝に交代したものと見られてきた。
村上藩は忠勝が継いだが、元和4年（1618年）4月、家中の反目抗争を理由に改易され、忠勝は配所の丹波国で元和9年9月26日（1623年11月18日）に没した。

## 人物
天正11年（1583年）冬、長秀が上洛を引き延ばし在国を続けていたので秀吉は怒り、越前に使者を送ってこれを咎め、速やかに上洛するよう告げた。長秀はこれを聞いてかえって激怒し、頼勝を帰洛する秀吉の使者に同行し、申し開きをさせた。頼勝は秀吉や伺候した諸大名にいささかも怯むことなく、「長秀は越前に移って以来、国務に多忙であり、北陸は雪も深く交通が容易ではない。そのうえ天下はすでに閣下（秀吉）の手中にあるので、在国して休んでいたところである。そもそも閣下が天下人となれたのも長秀の協力があってこそであるのに、なぜそのように責めるのか。よくお考えいただきたい」と述べ、居並ぶ者はその勇壮さに大いに驚き恐れたが、秀吉は怒りを収めたという。
医師の曲直瀬道三と交流があり、天正14年（1586年）道三に懇うて、日常生活における養生の心得を『養生和歌』として相伝していた。この養生心得は、養生要諦三ヶ条と一般的心得十七首、世上の慎み七首から構成されている｡

## 略系図
破線は養父子関係、点線は同一人物を表す。